# Ouahneferhotep
Ouahneferhotep est fils du roi Khâsekhemrê Neferhotep (Néferhotep Ier) qui a vécu sous la XIIIe dynastie. Ouahneferhotep n'est connu que par un ouchebti et un cercueil trouvés près de la porte nord du temple mortuaire du complexe de la pyramide de Sésostris Ier à Licht, et maintenant au Metropolitan Museum of Art,. L'ouchebti était enveloppé dans du lin et placé dans un cercueil miniature. Sur les deux objets, il porte le titre de « fils de roi » dont le nom mentionné signifie Néferhotep perdure. Néferhotep pourrait faire référence au roi Néferhotep Ier, qui était l'un des plus puissants souverains de la XIIIe dynastie, et certains chercheurs soutiennent que ce roi est le souverain le plus probable mentionné dans le nom et que Ouahneferhotep aurait été enterré à proximité de la pyramide de son père.